# Perelytrana rana
Perelytrana rana är en insektsart som beskrevs av Sjöstedt 1936. Perelytrana rana ingår i släktet Perelytrana och familjen gräshoppor. Inga underarter finns listade i Catalogue of Life.